# Saint-Léonard-des-Bois
Saint-Léonard-des-Bois é uma comuna francesa na região administrativa do País do Loire, no departamento de Sarthe. Estende-se por uma área de 27.12 km². Em 2010 a comuna tinha 486 habitantes (densidade: 17,9 hab./km²).